# Sturmfederscher Kellergarten
Der Sturmfedersche Kellergarten, vor Ort nur Kellergarten genannt, in der rheinland-pfälzischen Ortsgemeinde Dirmstein ist einer der einstmals sieben englischen Gärten des Ortes und stand früher im Eigentum der Adelsfamilien Lerch von Dirmstein und Sturmfeder von Oppenweiler. Auf dem etwa 4000 m² großen denkmalgeschützten und samt Bebauung als Denkmalzone ausgewiesenen Areal des Kellergartens befinden sich drei historische Gebäude: die „Fechtschule“ oder „Burg“, ein Herrenhaus sowie das „Badehaus der Gräfin von Brühl“.

## Geographische Lage
Der Kellergarten liegt auf einer Höhe von 102 bis 103 m ü. NHN im Oberdorf südlich des Ortszentrums, 200 m von der aus dem Barock stammenden Laurentiuskirche entfernt und in unmittelbarer Nähe des Eckbachs, der südöstlich vorbeifließt. Der von der Straße Affenstein durch eine fast zwei Meter hohe Sandsteinmauer getrennte Landschaftspark bildet ein Dreieck, das fast auf der Südspitze steht und dessen etwa gleich lange Seiten jeweils knapp 100 m messen. Zum Ensemble der Anlage gehören die „Fechtschule“ oder „Burg“ an der Nordwestecke, ein Herrenhaus an der Südspitze sowie das „Badehaus der Gräfin von Brühl“ an der Nordostecke.

## Geschichte

### Chronik

Wappen früherer Eigentümerfamilien
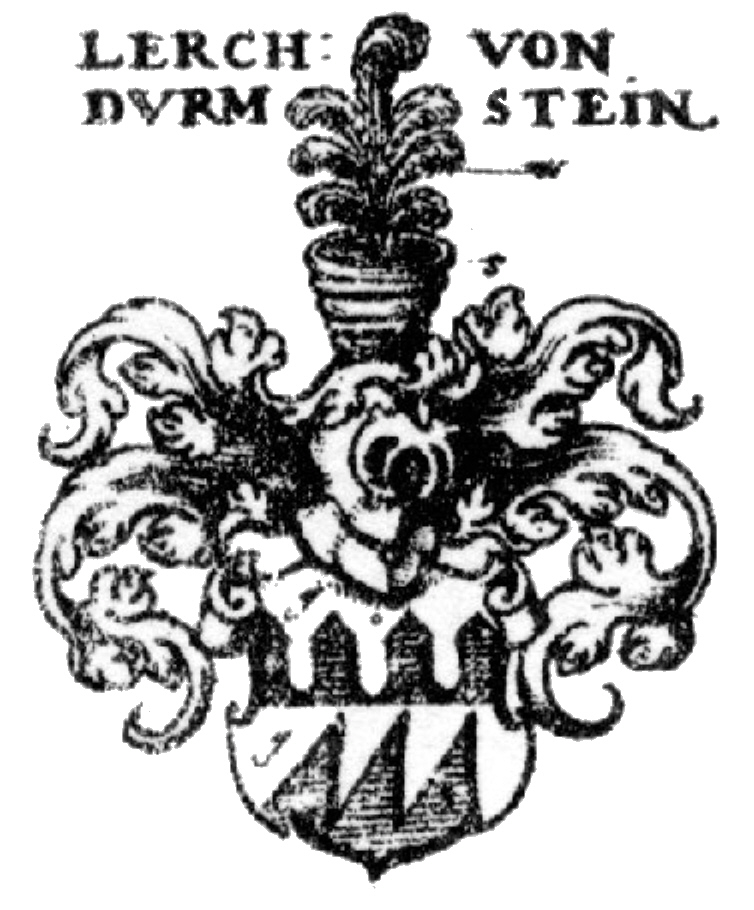
Lerch
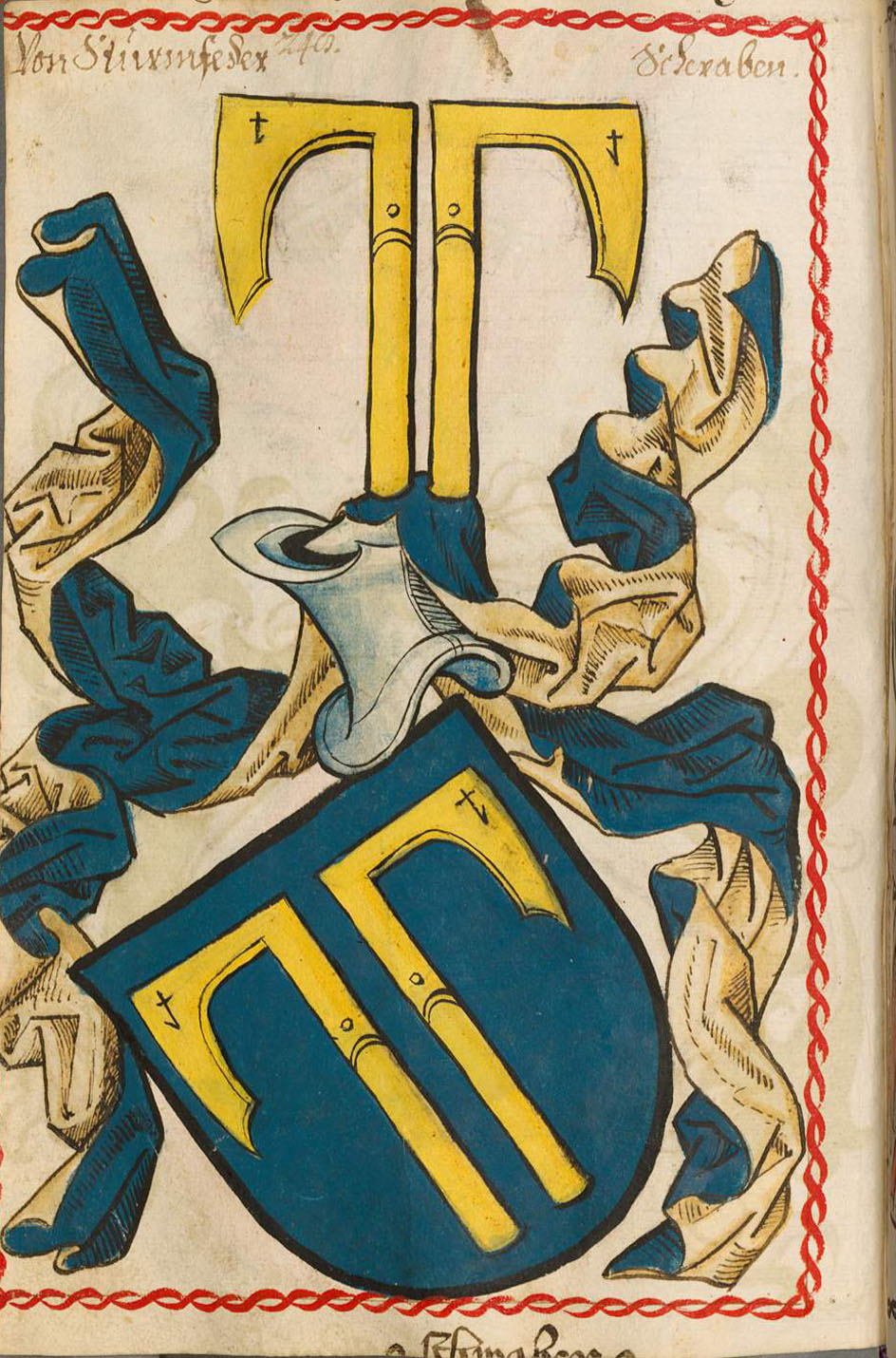
Sturmfeder
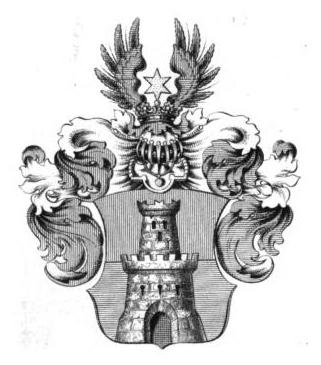
Camuzi

Das Gelände des späteren Kellergartens samt der „Burg“, dem Vorgängerbau der „Fechtschule“, war im 16. Jahrhundert dem Dirmsteiner Ritter Valentin von der Hauben zu Eigen. Damals lag dort der Südrand des Dirmsteiner Oberdorfs, und die Südostseite des Areals fiel mit Dorfbefestigung und Graben zusammen.
Den Besitz veräußerte Valentin von der Hauben an den einflussreichen Ortsadeligen Caspar Lerch, als dieser 1602 heiratete. Weil Lerch im 1618 beginnenden Dreißigjährigen Krieg bekennender katholischer Parteigänger war, hatte er zeitweise unter Repressionen, insbesondere durch protestantisch-schwedische Truppen, zu leiden. Seine Besitzungen in Dirmstein, darunter auch die „Burg“, wurden mehrmals geplündert und teilweise in Brand gesetzt. Eine erneute und wesentlich nachhaltigere Zerstörung des Gebäudes erfolgte 1689, als das französische Heer im Pfälzischen Erbfolgekrieg ganz Dirmstein in Schutt und Asche legte.
Mit dem namentlichen Aussterben der Adelsfamilie Lerch Ende des 17. Jahrhunderts kam auch die Kellergarten-Liegenschaft auf dem Erbwege ins Eigentum der Familie von Sturmfeder, in welche Caspar Lerchs Tochter Maria Magdalena Dorothea 1640 eingeheiratet hatte. Die neuen Inhaber ließen das Areal an der (inzwischen ruinösen) „Burg“ Anfang des 18. Jahrhunderts zu einem Baumgarten ausbauen, der von dieser Zeit an „Kellergarten“ genannt wurde. Den Auftrag, den Park in einen englischen Garten umzugestalten, realisierte – wohl kurz nach 1790 – der Landschaftsarchitekt Friedrich Ludwig von Sckell. Er hatte 1789 den Englischen Garten in München angelegt und war auch bei der südwestdeutschen Verwandtschaft der Sturmfeders in Oppenweiler und Trippstadt als Gartenbaumeister tätig.
Als dann gegen Ende des 18. Jahrhunderts die Französische Revolution auf die linksrheinischen Gebiete der Kurpfalz übergriff, wurde der gesamte Adelsbesitz enteignet und versteigert, darunter auch der Kellergarten. 1812 erwarb Joseph von Camuzi (1767–1828) das Gelände und ließ das klassizistische Herrenhaus an der Südspitze errichten. Unter ihm und seinem Sohn Gideon (1799–1879) folgte eine relativ kurze Glanzzeit, die bis in die zweite Hälfte des 19. Jahrhunderts andauerte und während der nach 1841 sogar die „Burg“ restauriert, das „Badehaus“ errichtet und das Herrenhaus mit Anbauten versehen wurde.
Doch im Laufe der Zeit verkam der Kellergarten, weil es an sachkundiger Pflege mangelte. Vor allem wild wachsende Ahornbäume traten an die Stelle exotischer Pflanzen und führten allmählich dazu, dass das Areal urwaldartig zuwucherte. Noch in den 1990er Jahren fielen alle auf dem Gelände wachsenden Ulmen dem Ulmensterben zum Opfer, einer durch den Ulmensplintkäfer übertragenen Pilzerkrankung.
Im Folgebau der „Burg“ wird seit den 1960er Jahren die Landesfechtschule des Südwestdeutschen Fechtverbands betrieben; aus dieser Verwendung hat sich die aktuelle Bezeichnung des Gebäudes – „Fechtschule“ – entwickelt. Auch das ehemalige Herrenhaus ist an den Fechtverband verpachtet. Das „Badehaus“ ist zu Wohnzwecken vermietet.
In den Jahren 2009 und 2010 ließ die Katholische Hospitalstiftung unter Federführung der Denkmalpflege und mit Beteiligung der Öffentlichen Hand den Kellergarten – mit Ausnahme der Bach- und Teichanlage, deren Wiedererrichtung zu teuer gekommen wäre, weshalb nur die Eintiefung ins Gelände nachvollzogen wurde – als Landschaftspark restaurieren. Den Abschluss der Arbeiten feierte die Gemeinde am 28. Mai 2010.

### Name
Die Herkunft der Bezeichnung „Kellergarten“ ist unklar. Zwei Erklärungen sind denkbar:
Der Finanzverwalter eines Weinguts wurde vormals „Keller“ genannt. Das Gelände samt der Ruine der „Burg“ könnte einem solchen „Keller“ der Familie Sturmfeder zur Bewirtschaftung überlassen worden sein mit der Folge, dass sich allmählich die Bezeichnung „Kellergarten“ entwickelt hat.
Möglicherweise handelt es sich auch um eine mundartliche Abschleifung von „Keltergarten“. Grund für diese Vermutung ist der Umstand, dass zur Zeit der Entstehung des Namens in der ersten Hälfte des 18. Jahrhunderts der Eckbach nicht südlich, sondern westlich der Anlage vorbeifloss, und zwar direkt vor der (damals ruinösen) „Burg“ von Süd nach Nord. Da die Familie Sturmfeder an ihrem eigentlichen Sitz, dem Sturmfederschen Schloss im Ortszentrum, nicht über billige Spülmöglichkeiten für Weinfässer verfügte, wurde das unbewohnbare Gebäude am Eckbach vielleicht als Kelterhaus genutzt, und die zugehörige Grünanlage könnte auf diese Weise zu dem Namen „Keltergarten“ gekommen sein.

## Anlage

Impressionen
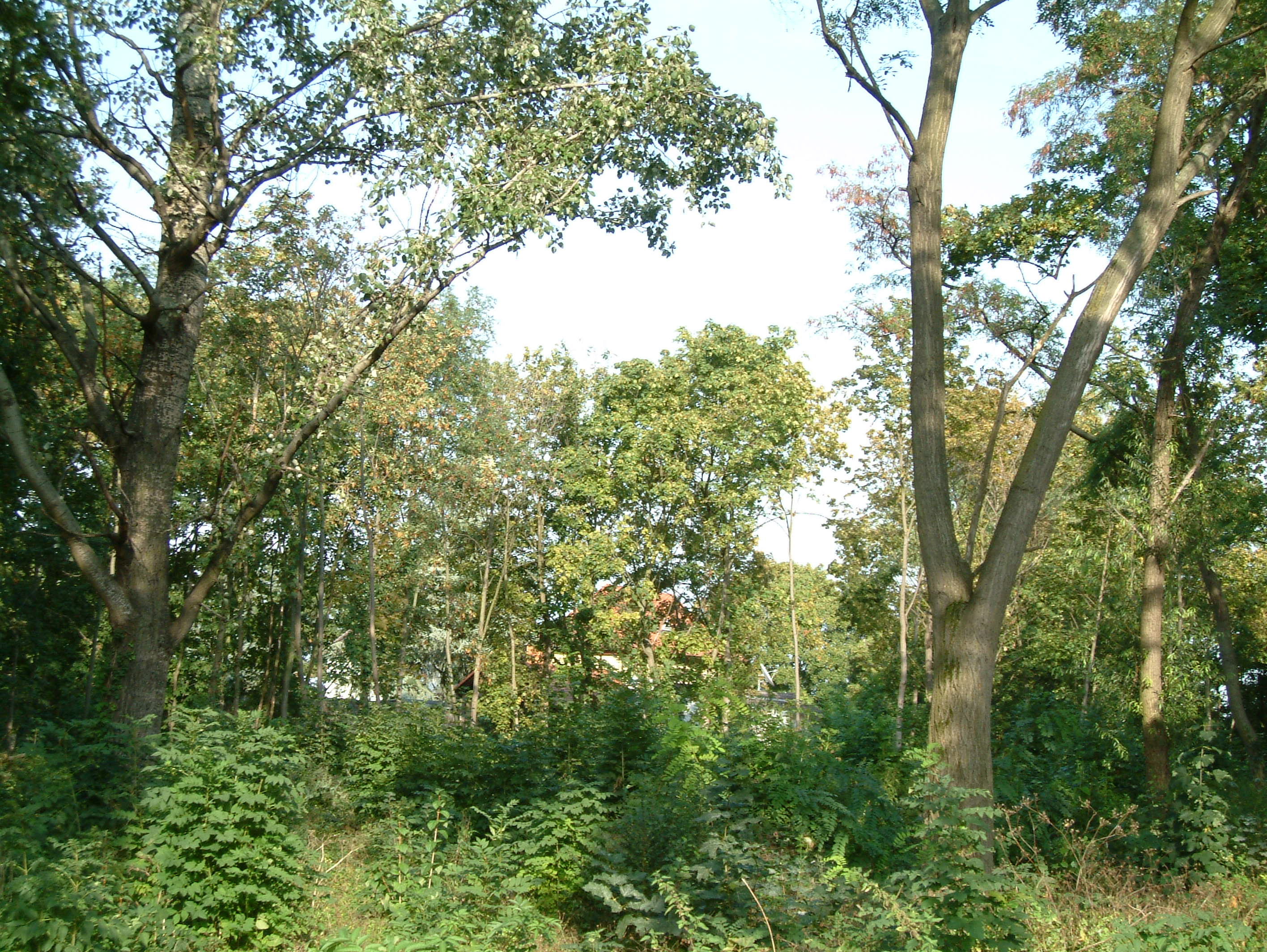
Verwilderter Kellergarten 2006
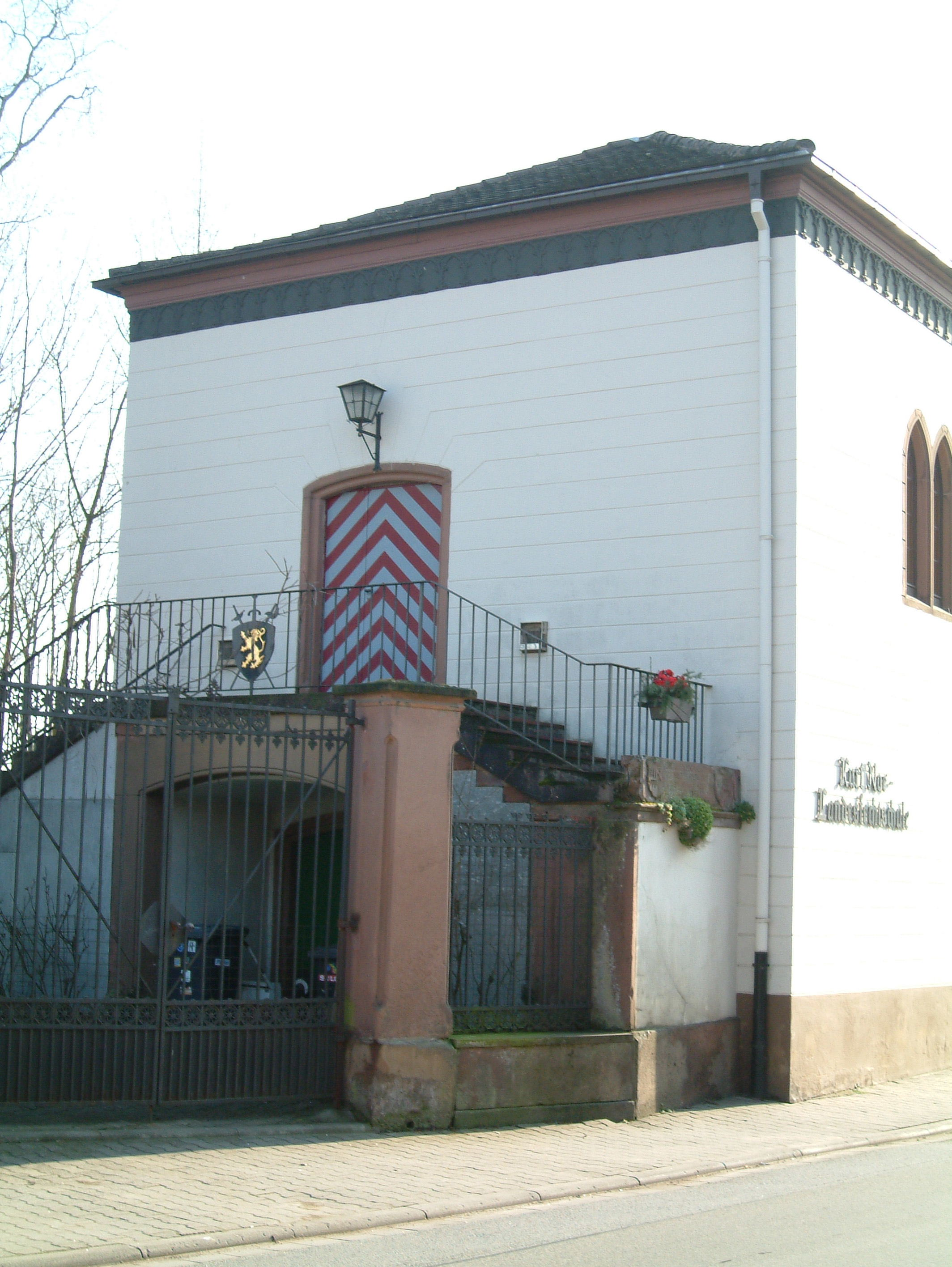
Eingangsportal mit der „Fechtschule“
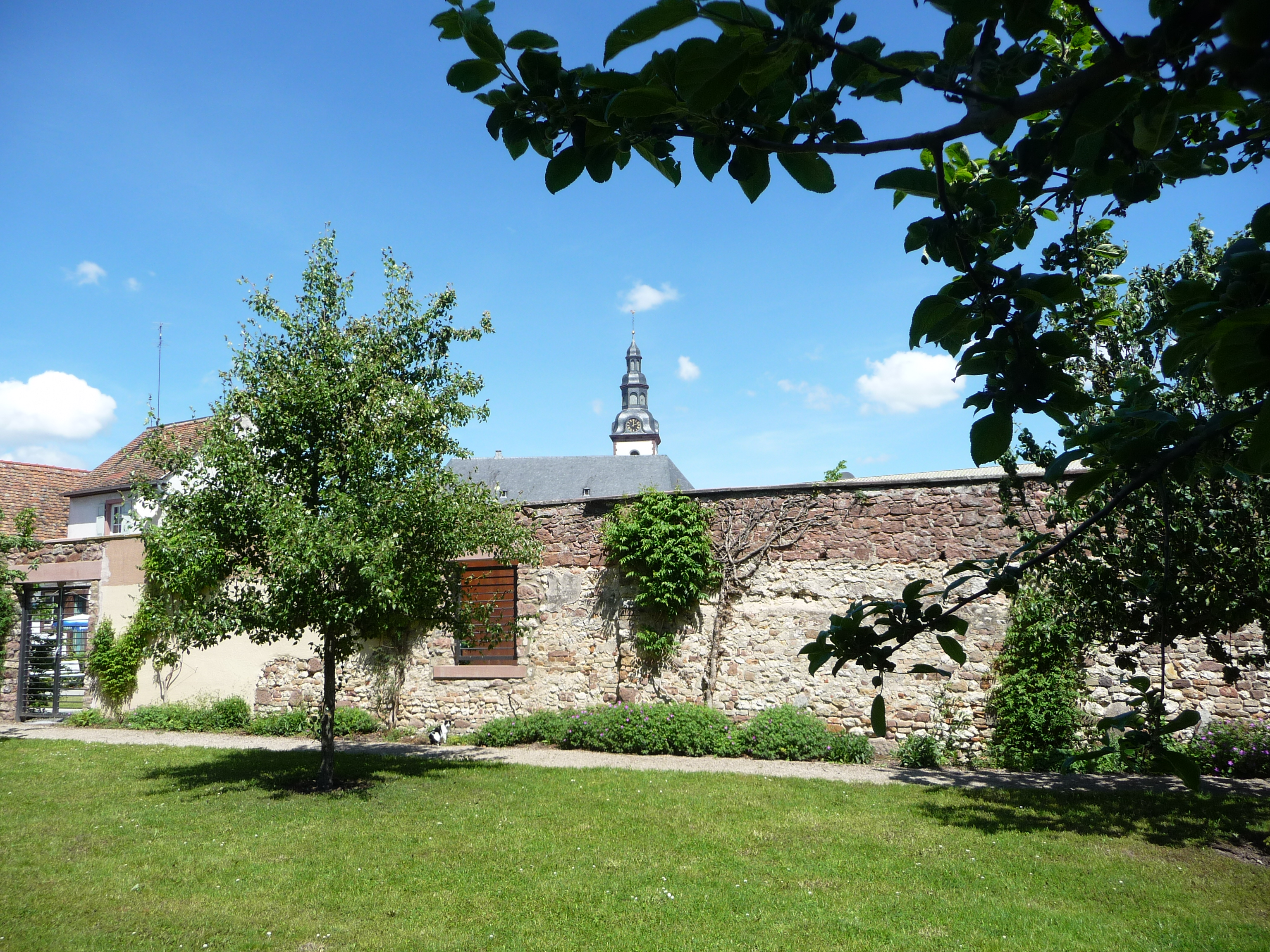
Einfassungsmauer nach Norden
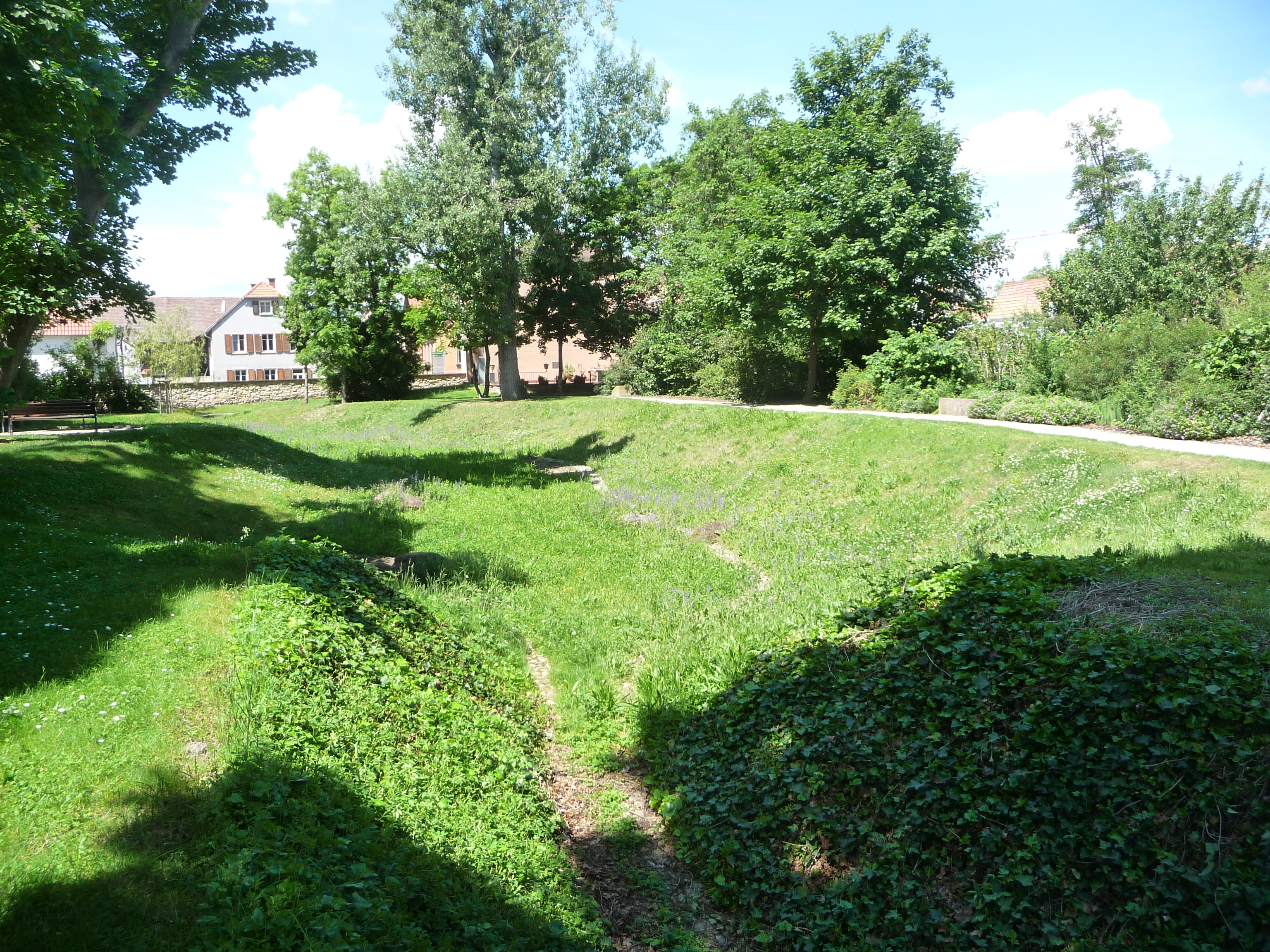
Ehemaliger Bachlauf
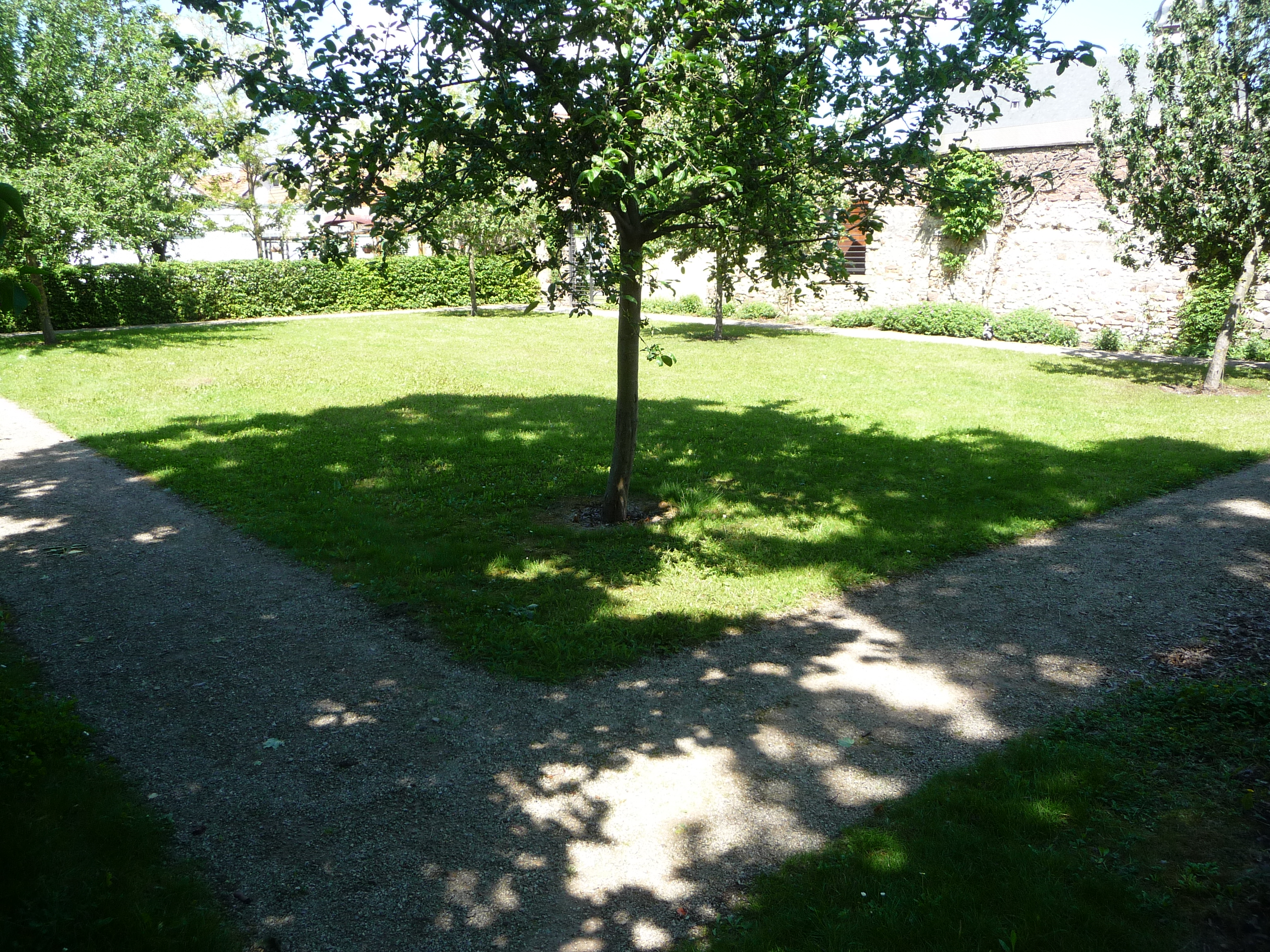
Spiel mit Licht und Schatten

### Englischer Garten
Heute gehört der Kellergarten mitsamt den historischen Gebäuden der örtlichen Katholischen Hospitalstiftung. Die traditionsreiche Institution – ihre älteste Urkunde stammt aus dem Jahre 1543 – wurde bereits vom Großvater Caspar Lerchs gefördert, der den gleichen Namen trug. Am 28. Mai 2010 wurde die zwischen 2006 und 2009 sanierte und möglichst originalgetreu restaurierte Gartenanlage wieder eröffnet. Ursprünglich sah sie wohl so aus, wie sie 1866 der Hofgerichtsrat Friedrich Schenck auf mehreren Aquarellen festgehalten hat. Die Bilder werden folgendermaßen beschrieben:

„Im Zentrum der kleinen, ungefähr dreieckigen Anlage befindet sich der aus dem Bach gespeiste Teich, von dem aus sich südlich der mit vereinzelten Bäumen besetzte Wiesengrund ausbreitet. Ein Ruheplatz schiebt sich auf einer kleinen, durch Bäume und Büsche abgeschrankten Einbuchtung in das Wasser vor. Sowohl die Gesamtanlage als auch der Weiher werden von einem Rundweg umzogen, der an einigen Stellen zwischen Gehölzen malerische Durchblicke freigibt. Sichtachsen sind vor allem über die Wiesenfläche hinweg zwischen See und Wohnhaus, von der sog. Burg aus auf das Wohnhaus sowie von Osten längs über den See hinweg auf die Burg vorgesehen. Gehölzgruppen verdichten die Ränder des Gartens, rahmen die inszenierten Blicke und konzentrieren sich an den Wegekreuzungen sowie den äußeren Ecken. Der Bachlauf wird von kleinen Brücken aus Sandstein gequert, die sich bis heute erhalten haben. Nördlich des Teiches erkennt man die regelmäßigen Pflanzungen des im Urkataster erwähnten Gemüsegartens. In der von Schenck wiedergegebenen Fernansicht staffelt sich die Silhouette des Gartens mit den sorgfältig verteilten und gruppierten, steil aufragenden Pyramidenpappeln.“

### „Fechtschule“ oder „Burg“

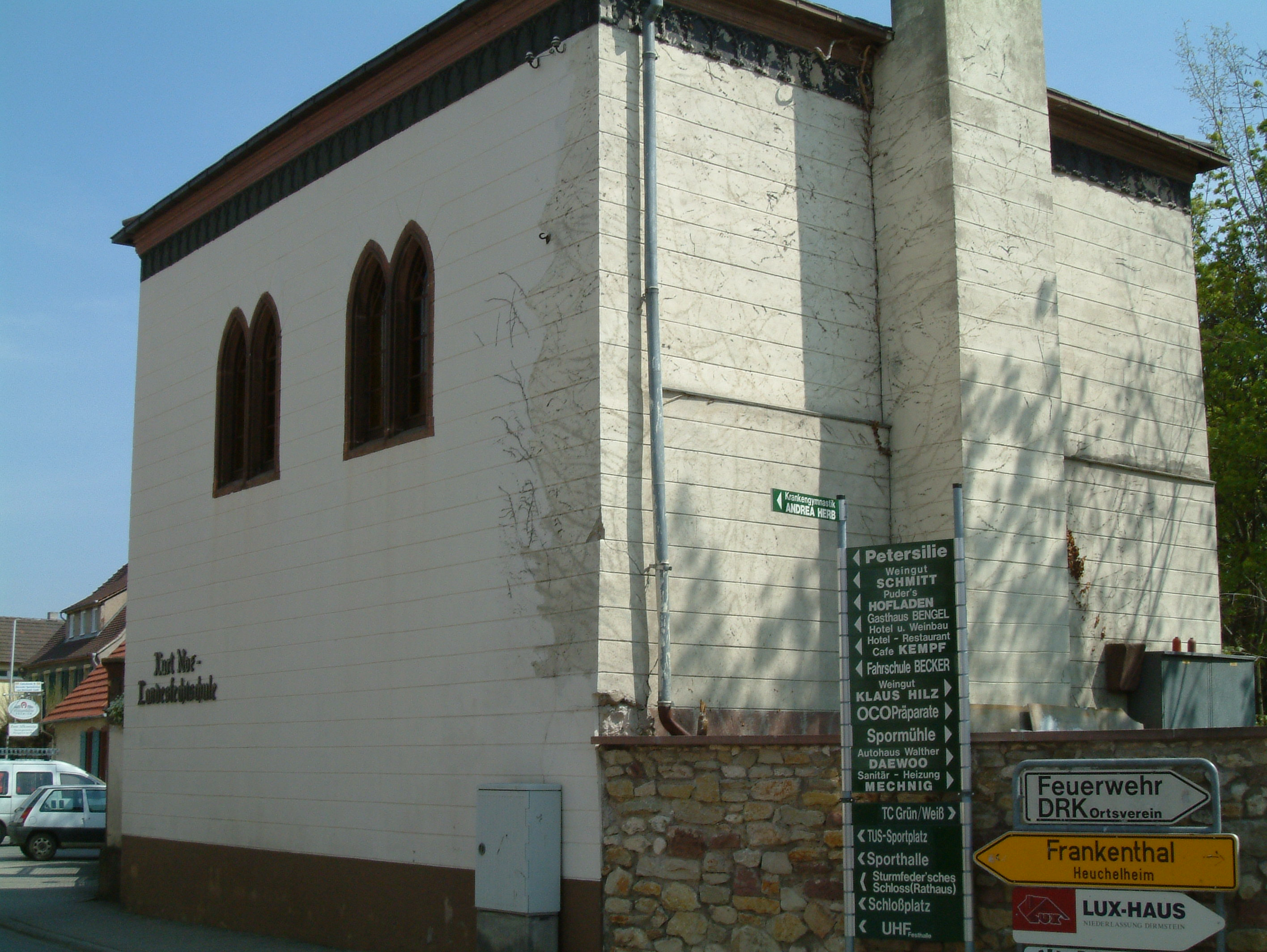
„Fechtschule“ aus Südwesten

Die „Fechtschule“ ⊙ erstreckt sich in Nord-Süd-Richtung mit der Hauptfassade nach Westen zur Straße Affenstein, während die Rückseite zum Kellergarten zeigt. Dessen Umfassungsmauer stößt von Süden her an die Hauptfassade.
Das Gebäude geht auf die mittelalterliche „Burg“ Caspar Lerchs zurück, die von 1689 bis weit ins 19. Jahrhundert Ruine war. Nach 1841 wurde sie als „Gartensaal“ im Stil eines neugotisch geprägten Klassizismus wieder aufgebaut. Darauf weisen zahlreiche Elemente hin, beispielsweise die gekuppelten, profilierten Spitzbogenfenster mit filigraner Sprossenteilung, die eingespitzte Lagerfugenrustika und der Spitzbogenfries.
Der pavillonartige Bau mit Walmdach ist einstöckig über einem hohen tonnengewölbten Keller aufgesockelt, dessen Fundamente teilweise noch vom ruinösen Vorgängerbau stammen. Das Hochparterre wird über eine doppelseitige Treppe erreicht, die der nördlichen Giebelwand vorgelagert ist und oben eine kleine Terrasse trägt.
An dieser Terrasse ist im nordwestlichen Bereich der Sturz eines alten Renaissanceportals eingemauert. Er präsentiert die Ehewappen der Familien Lerch-Eltz und Lerch-Brendel samt der verwitterten Inschrift (die auch an der Nordwand des Sturmfederschen Schlosses auftaucht):
CASPAR LERCH DER DRITTE VND DOROTHEA ZV ELTZ EHELEVT

CASPAR LERCH DER VIRTE VND MARTHA BRENDELIN EHELEVT
Nördlich an die Terrasse ist eine klassizistische Toranlage aus Sandsteinpfeilern angebaut. Das Gitterwerk ist ornamentiert.

### Herrenhaus

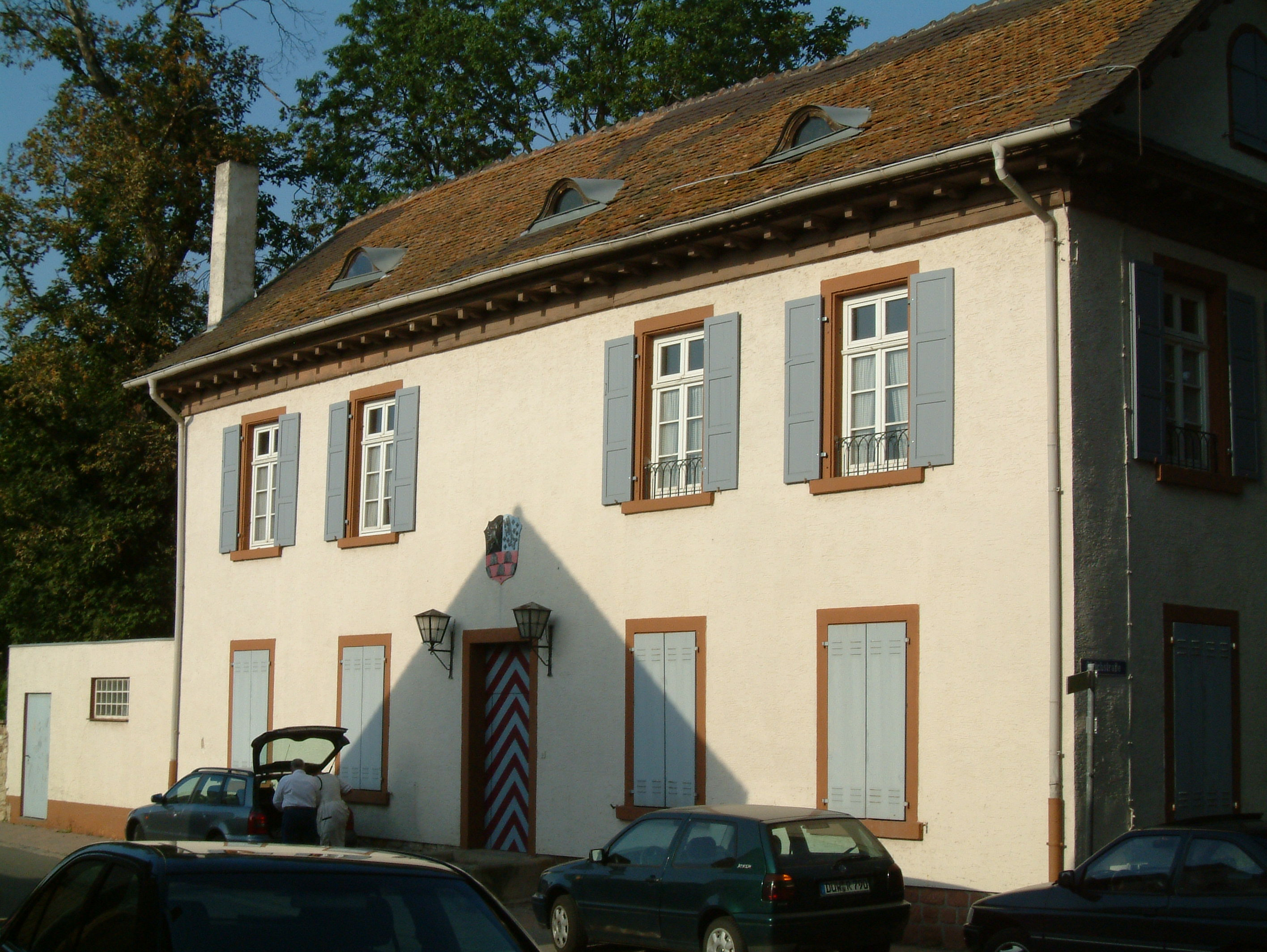
Herrenhaus mit Pforte aus Südwesten

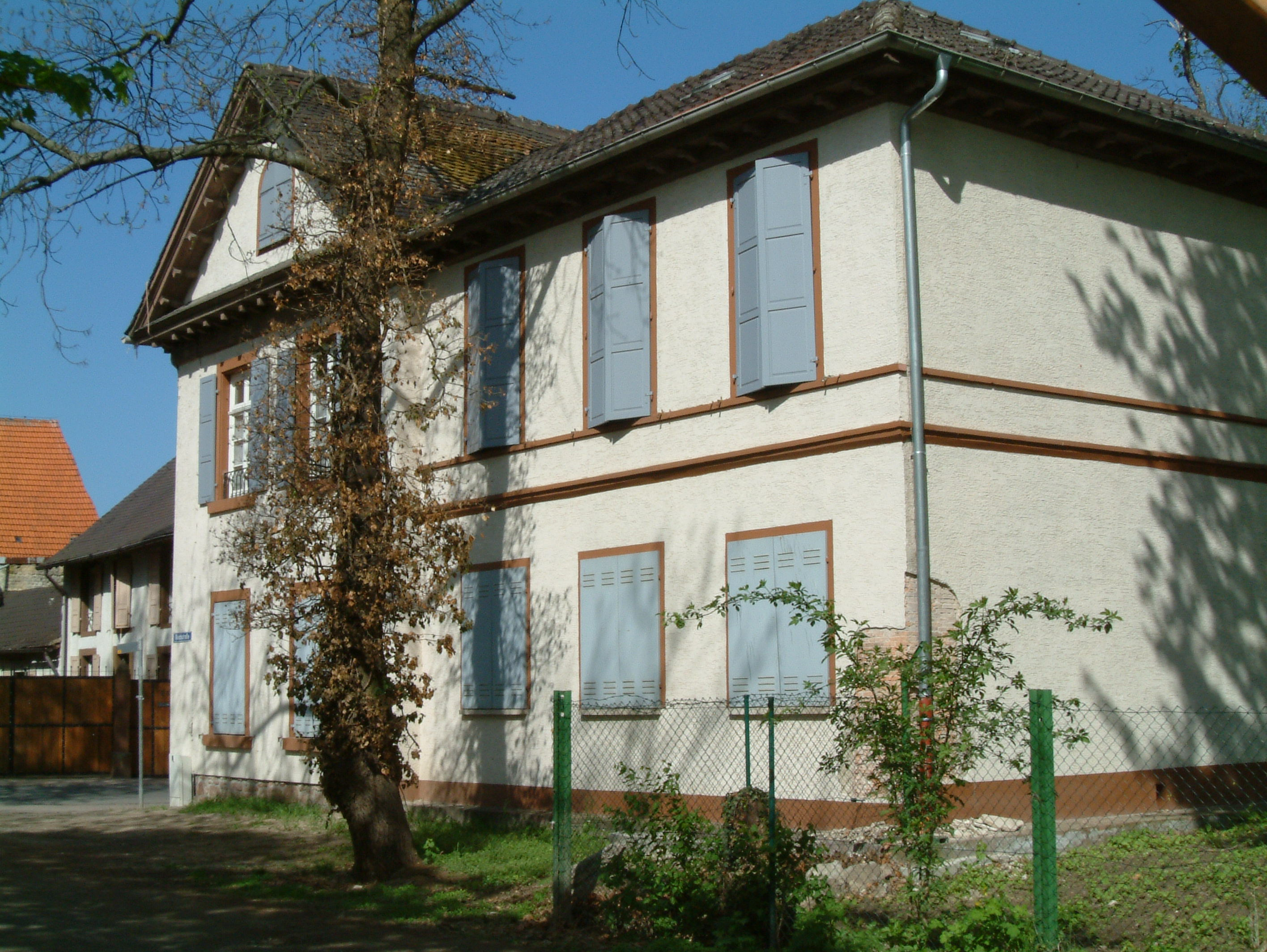
Giebelfront des Haupthauses und zweistöckiger Anbau aus Südosten

Das Herrenhaus ⊙ liegt an der Südspitze des Kellergartens. Das schlichte klassizistische Hauptgebäude besitzt ein traufständiges Satteldach und ist zweieinhalbstöckig. Es besteht aus zwei Vollgeschossen sowie einem Dachgeschoss mit kleinem Rundbogenfenster im Südgiebel.
Der quaderförmige Trakt ist nahezu an der Nord-Süd-Richtung orientiert; die Putzfassade mit Rechteckfenstern und Konsolgesims zeigt nach Westen zum Affenstein, die Rückseite zum Kellergarten. Dessen Umfassungsmauer stößt von Norden her an die Hauptfassade. Von Osten her reicht ein Drahtzaun, der das Grundstück von der Bleichstraße trennt, an das zweigeschossige Nebengebäude mit Saal und Gewächshaus. Dieser wurde um die Mitte des 19. Jahrhunderts im rechten Winkel direkt an das Haupthaus angebaut. Er weist Stockwerks- sowie Sohlbankgurt auf und trägt ein Walmdach.

### „Badehaus“

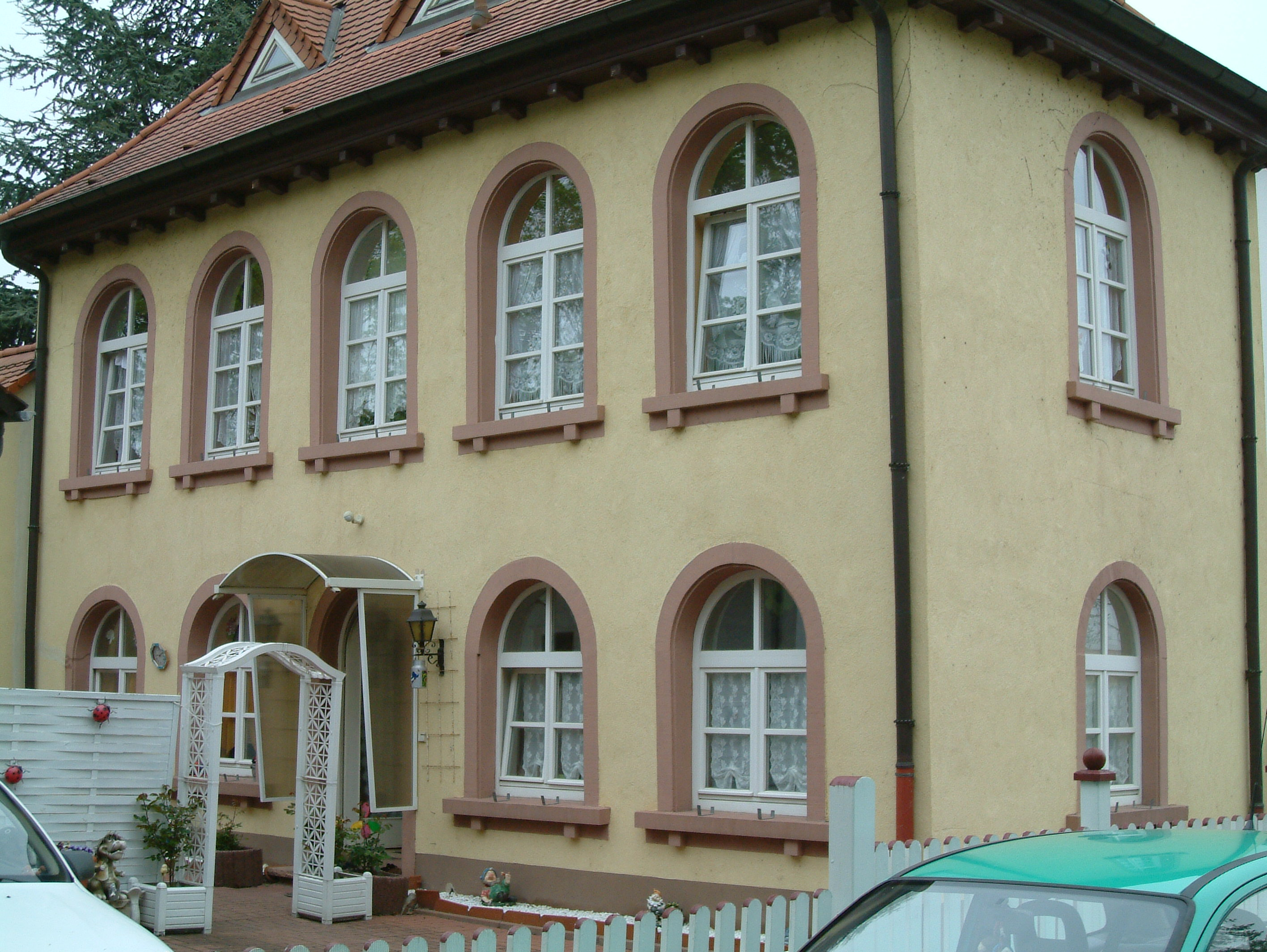
„Badehaus“

An der heutigen Bleichstraße steht das gleichfalls klassizistische „Badehaus der Gräfin von Brühl“ ⊙. Joseph von Camuzis Tochter Henriette (1808–1883) war 1839 die zweite Frau des Preußischen Generalleutnants Graf Wilhelm Friedrich Karl von Brühl (1788–1867) geworden und hatte damit den Titel einer Gräfin erworben. Als Sommersitz für sie wurde in den 1840er Jahren das Badehaus geschaffen, das ehedem weitgehend durch Gehölze abgeschirmt war. Mittlerweile liegt es frei und wird als Wohnhaus genutzt.
Das schmale zweigeschossige Gebäude mit Walmdach besitzt ein Konsolgesims sowie Rundbogenfenster, auf beiden Etagen je fünf in Längs- und nur eines in Querrichtung; zum hellbraunen Verputz kontrastieren die dunkelbraunen Laibungen aus Sandstein. Die früher im Erdgeschoss des Hauses eingesenkte gräfliche Badewanne aus Marmor ziert heute wie ein übergroßer Blumentopf den Vorgarten.
Der Frankenthaler Maler und Bildhauer Walter Perron lebte von 1942 bis 1952 in dem Haus, das seine Frau gepachtet hatte.

### „Dicker Baum“

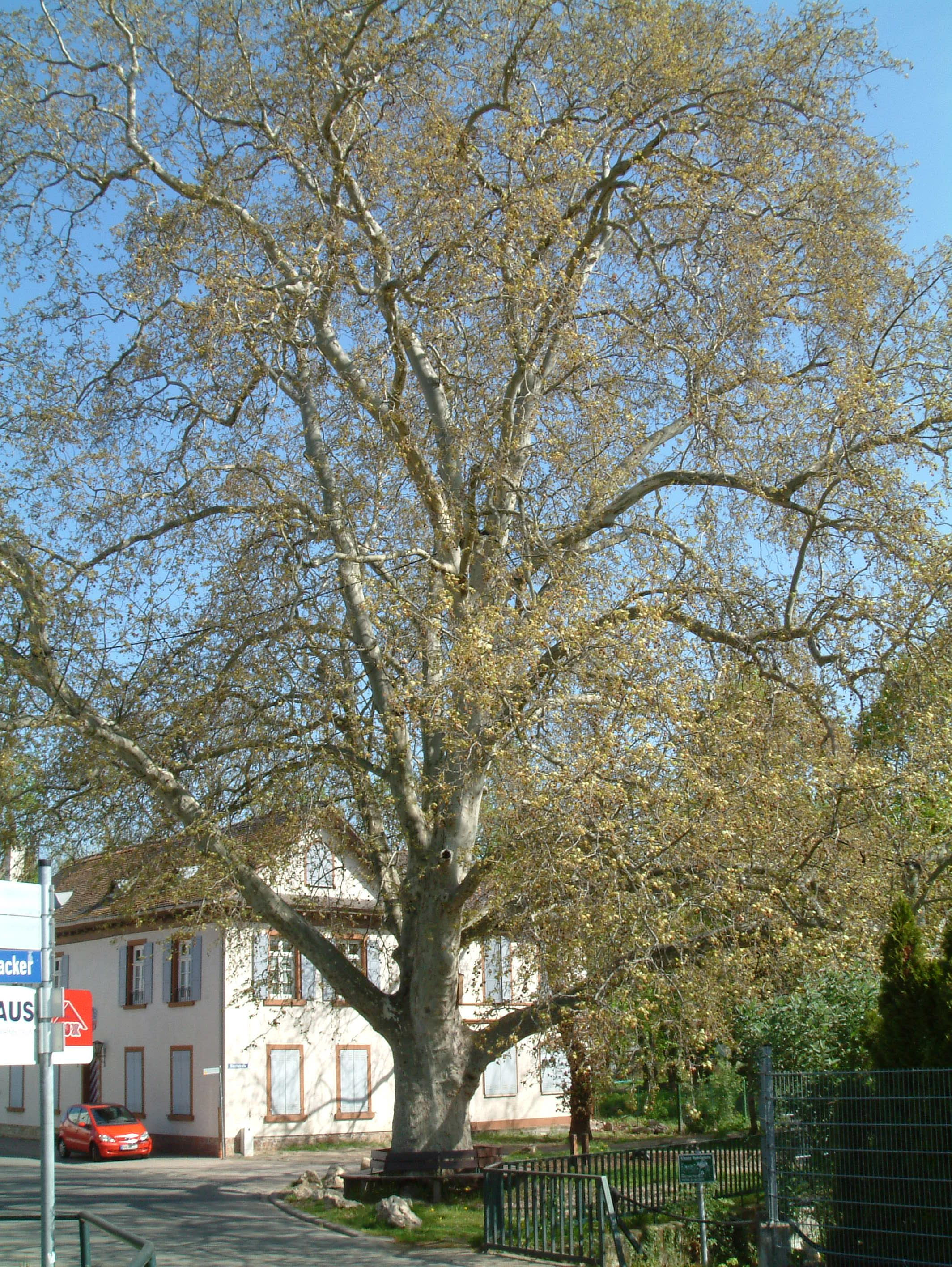
Der „Dicke Baum“, dahinter das Herrenhaus

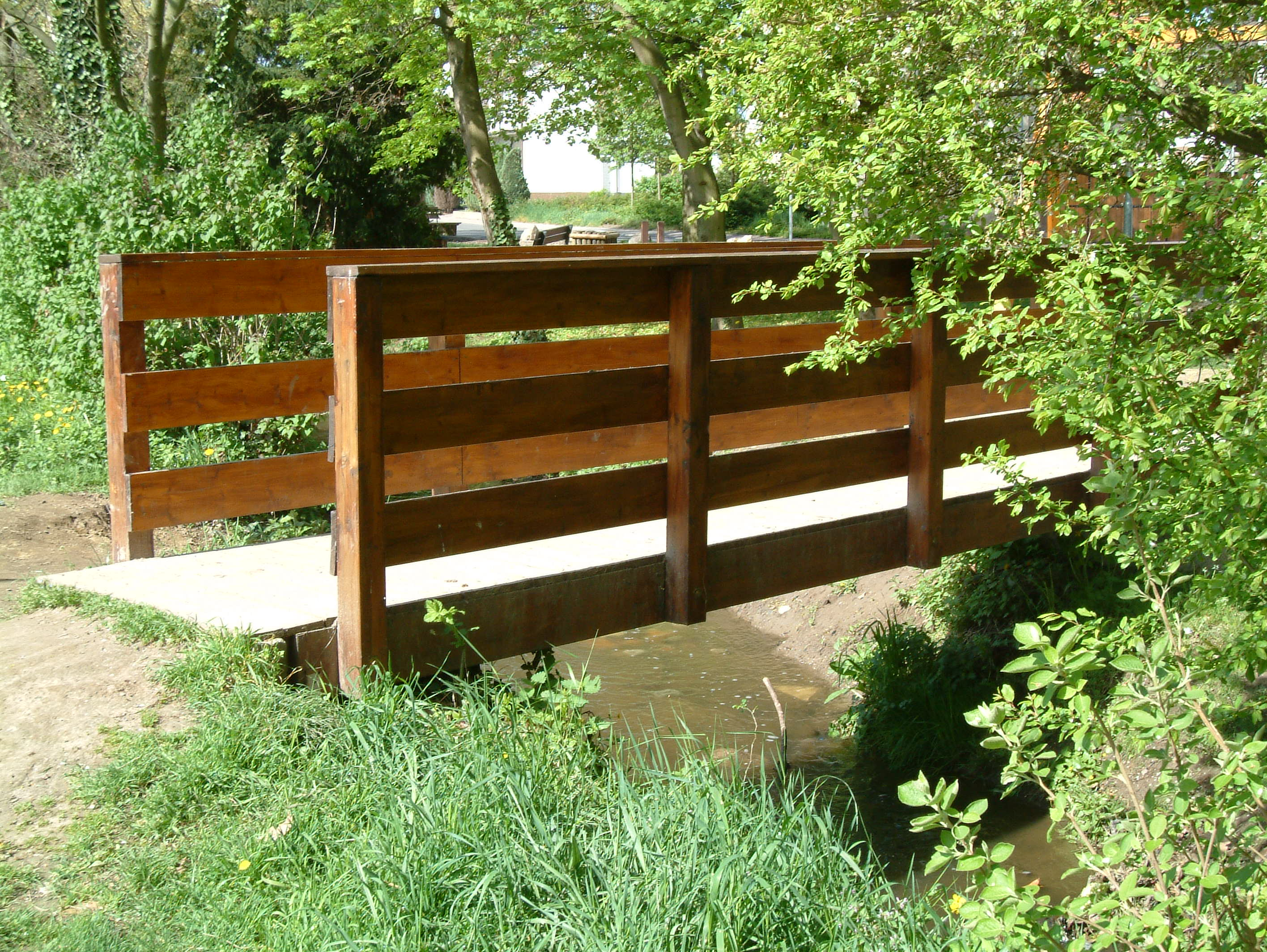
Die sanierte Eckbachbrücke

Die nicht zum Kellergarten gehörende Fläche zwischen der Südspitze des Parks und dem Eckbach nimmt der „Dicke Baum“ ⊙ ein, eine vermutlich aus der Anlegungszeit des Parks stammende Platane. Mit einem Stammumfang von etwa 6 und einer Höhe von mehr als 20 m ist der mächtige Baum unter Nummer ND-7332-517 als Naturdenkmal eingestuft.
Im Rahmen der „72-Stunden-Aktion“ zum 50-jährigen Jubiläum des Bundes der Deutschen Landjugend wurde 1999 unter Federführung der Landjugend Dirmstein die Umgebung des Dicken Baumes neu gestaltet, wobei besonders die landespflegerischen und naturschutzrechtlichen Aspekte zu beachten waren. Nach Entfernung von Gestrüpp und Unrat wurden u. a. die sechseckige Holzbank um den Dicken Baum erneuert, zehn Nistkästen gebaut, die hölzerne Fußgängerbrücke über den Eckbach saniert und als Spielgerät eine etwa 10 m lange Seilbahn über das Gewässer hinweg errichtet.